# Le Rœulx
Le Rœulx (en való El Rû) és un municipi belga de la província d'Hainaut a la regió valona. Està compost per les seccions de Le Rœulx, Gottignies, Mignault, Thieu i Ville-sur-Haine.

## Agermanaments
- Quinsac (Gironda)
- Steinenbronn (Baden-Württemberg)

## Llocs d'interès
- El Castell du Roeulx

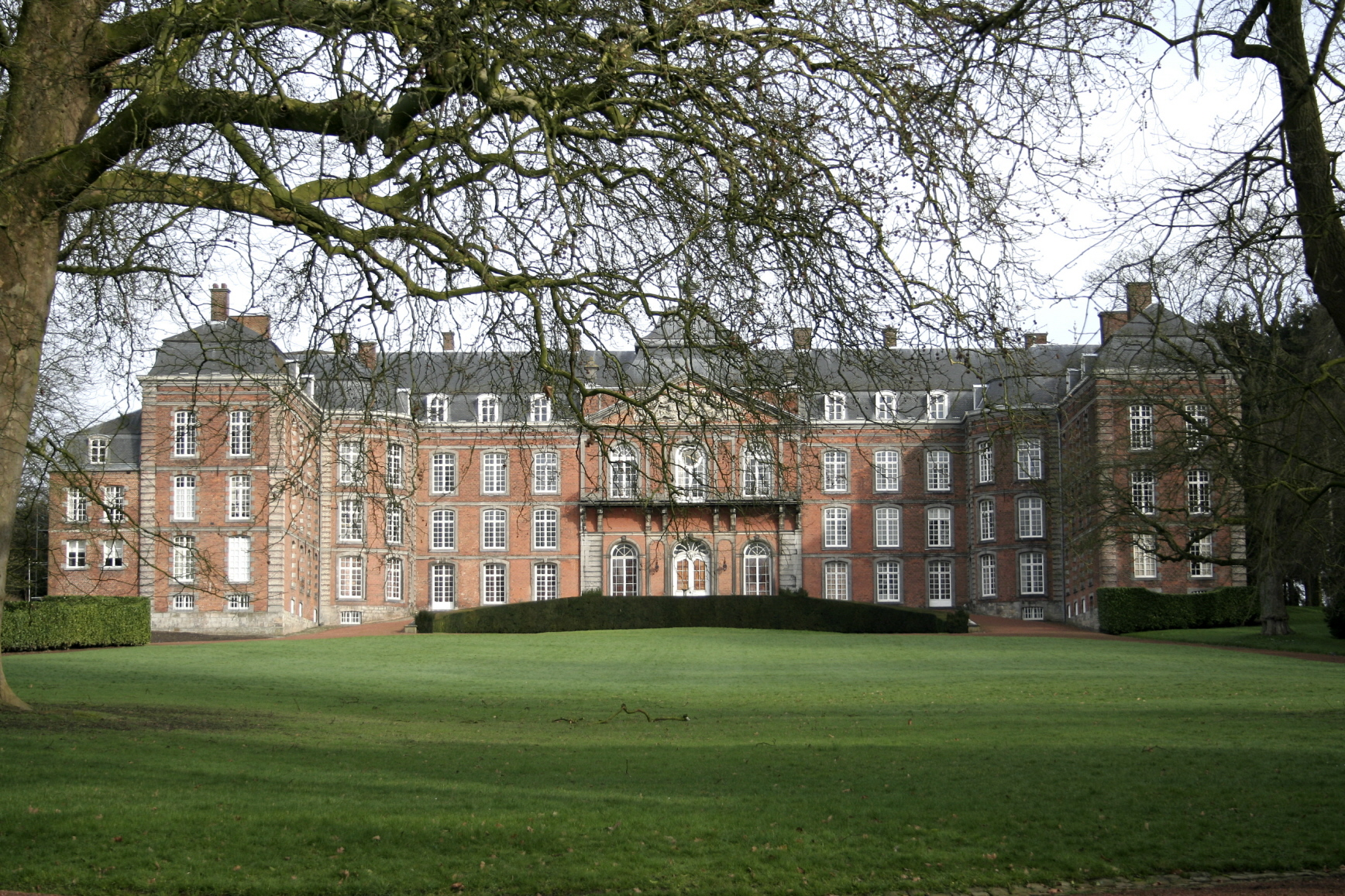
El castell

- Els vestigis de les fortificacions de la vila
- Ascensor naval de Strépy-Thieu
- El Canal del Centre històric (Patrimoni de la Humanitat)